# Borland
Borland Software Corporation (precedentemente Borland International, Inc.) è un'azienda produttrice di software con sede a Austin, in Texas.

## Descrizione
L'azienda fu fondata nel 1983 dal Niels Jensen, Ole Henriksen, Mogens Glad e da Philippe Kahn. È conosciuta storicamente per il suo strumento di sviluppo Turbo Pascal poi evolutosi in Object Pascal. Il successo del prodotto, che si presentava per la prima volta su PC IBM come un IDE completo ed autonomo, portò la Borland a produrre versioni graficamente simili di compilatori per altri linguaggi, tra cui il Turbo C ed i meno diffusi Turbo Basic e Turbo Prolog.
Caratterizzata da una forte personalità ed idee innovative, la Borland continuò a crescere e con essa i suoi tool di sviluppo. Negli anni si sono visti nascere molti nuovi programmi in casa Borland. Tra questi il C++ Builder per la programmazione C++ sotto piattaforma Windows e il JBuilder multipiattaforma. La più rilevante di queste evoluzioni è la nascita del linguaggio di programmazione Delphi dalle ceneri dell'Object Pascal, linguaggio che instillò nuova vita in un linguaggio verso cui l'interesse andava scemando.
Tra i prodotti di questa ditta che hanno avuto meno fortuna, un ruolo centrale lo ricopre Kylix. La non perfetta integrazione nelle varie distribuzioni del noto sistema operativo Linux e le immediate problematiche d'installazione e compilazione negli anni hanno prodotto una ridda di polemiche che hanno convinto Borland a "congelare" momentaneamente il progetto.
Ditta dalle enormi capacità organizzative, ha improntato la propria politica sull'innovazione portando nel panorama del mondo informatico prodotti di notevole impatto produttivo. Tra questi ci sono Delphi.Net per piattaforma .NET di Microsoft e C++ BuilderX (sistema di programmazione interpiattaforma per C++).
È possibilità scaricare dal sito internet dell'azienda buona parte dei propri programmi di sviluppo in versione Personal, ossia di libero utilizzo per scopi personali o didattici. Questa caratteristica garantisce al programmatore professionale, allo studente o al semplice appassionato la possibilità di provare molti prodotti in totale libertà.
Nel novembre 2006 Borland ha annunciato la nascita di CodeGear, società sussidiaria posseduta da Borland stessa e incaricata di proseguire il lavoro su Delphi, C++Builder, C#Builder, JBuilder, la nuova linea di prodotti Turbo e il database InterBase.
Il 7 maggio 2008 l'azienda ha annunciato di aver venduto la sussidiaria CodeGear alla Embarcadero Technologies per 23 milioni di dollari.
Il 7 maggio 2009 Borland è stata acquisita da Micro Focus per 75 milioni di dollari.

## Prodotti
- Borland Turbo C++
- Borland Turbo BASIC
- Borland TurboDebugger
- Borland CaliberRM
- Borland Caliber DefineIT
- Borland Gauntlet
- Borland StarTeam
- Borland Tempo
- Borland Together per Eclipse
- Borland SilkTest
- Borland SilkPerformer
- Borland SilkCentral Test Manager
- Borland Paradox
- Borland VisiBroker
- Borland AppServer
- Borland Enterprise Studio, per C++, Mobile e Java
- Borland Enterprise Server

### Altri software
- Turbo assembler (o TASM)
- Turbo Pascal
- (dBXL/Arago) QuickSilver (per acquisizione di Wordtech nel 1992)
- Delphi (venduto nel 2007 e ora diventato Embarcadero Delphi)